# Magdalena iz Nagasakija
Magdalena iz Nagasakija (Nagasaki, 1611. – Nagasaki, 16. listopada 1634.), japanska časna sestra i svetica.

## Životopis
Rođena je 1611. kao kćerka kršćanskih roditelja koji su oko 1620. zlostavljani. Dolaskom augustinskih heremita Magdalena služi kao časna sestra i tumač katekizama za fratre. Godine 1632., oba augustinska franjevca, koji su bili njezini duhovni savjetnici, spaljeni su živi. Nakon mučeničke smrti svojih savjetnika, sama traži duhovnu pomoć kod druga dva augustinca, oca Melkiora od svetog Augustina i Martina od svetog Nikole. Kada su ta dva brata također ubijena, kreće ocu Jordanu od sv. Stjepana.
Nešto kasnije, prihvaća augustinske regule. Magdalena se predaje vlastima i proglašava sebe sljedbenicom Isusa Krista. Umrla je 16. listopada 1634. u dobi od 23 godine. Nakon trinaest dana mučenja, ugušila se viseći naglavačke u jami iznutrica na vješalima. Nakon smrti, tijelo joj je kremirano i njezin pepeo rasut u zaljevu Nagasakija. Papa Ivan Pavao II. proglasio je Magdalenu blaženom 18. veljače 1981. u Manili, a kanonizirana je 18. listopada 1987. u Vatikanu.

## Prikaz
Iako službena slika Magdalene iz Nagasakija prikazuje nju kako na sebi ima augustinski habit držeći paprat u svojim rukama, drugi prikaz pokazuje je kako nosi dominikanski habit za vlastite pobožnosti. Umjesto uobičajene crne obuće, ona je prikazana, kako nosi kimono držeći križ u svojim rukama. Jedan kip pokazuje, kako nosi veo na glavi.

## Vanjske poveznice
- St. Magdalene of Nagasaki, O.S.A.  Arhivirana inačica izvorne stranice od 11. ožujka 2007. (Wayback Machine)
- Mary Magdalene of Nagasaki canonized (Vatican)
- Life of St. Magdelene of Nagasaki (Augustinians of the Midwest)  Arhivirana inačica izvorne stranice od 13. srpnja 2012. (Wayback Machine)